# Всё ради поражения
Всё ради поражения (англ. The Losing Edge) — эпизод 905 (№ 130) сериала «Южный парк », его премьера состоялась 6 апреля 2005 года.

## Сюжет
Мальчики стараются проиграть бейсбольные матчи, чтобы не играть в эту «скучную» игру всё лето. Рэнди Марш тренируется драться с другими отцами на трибунах. В итоге мальчики чудом не проходят на следующий этап соревнований, потому что команду дисквалифицируют из-за финальной драки Рэнди с «папой-Бэтменом». Поскольку Рэнди побеждает, а мальчиков исключают из бейсбольных соревнований, всё завершается ко всеобщему удовольствию.